# Caddo Parish
Caddo Parish is een parish in de Amerikaanse staat Louisiana.
De parish heeft een landoppervlakte van 2.284 km² en telt 252.161 inwoners (volkstelling 2000). De hoofdplaats is Shreveport.

## Bevolkingsontwikkeling

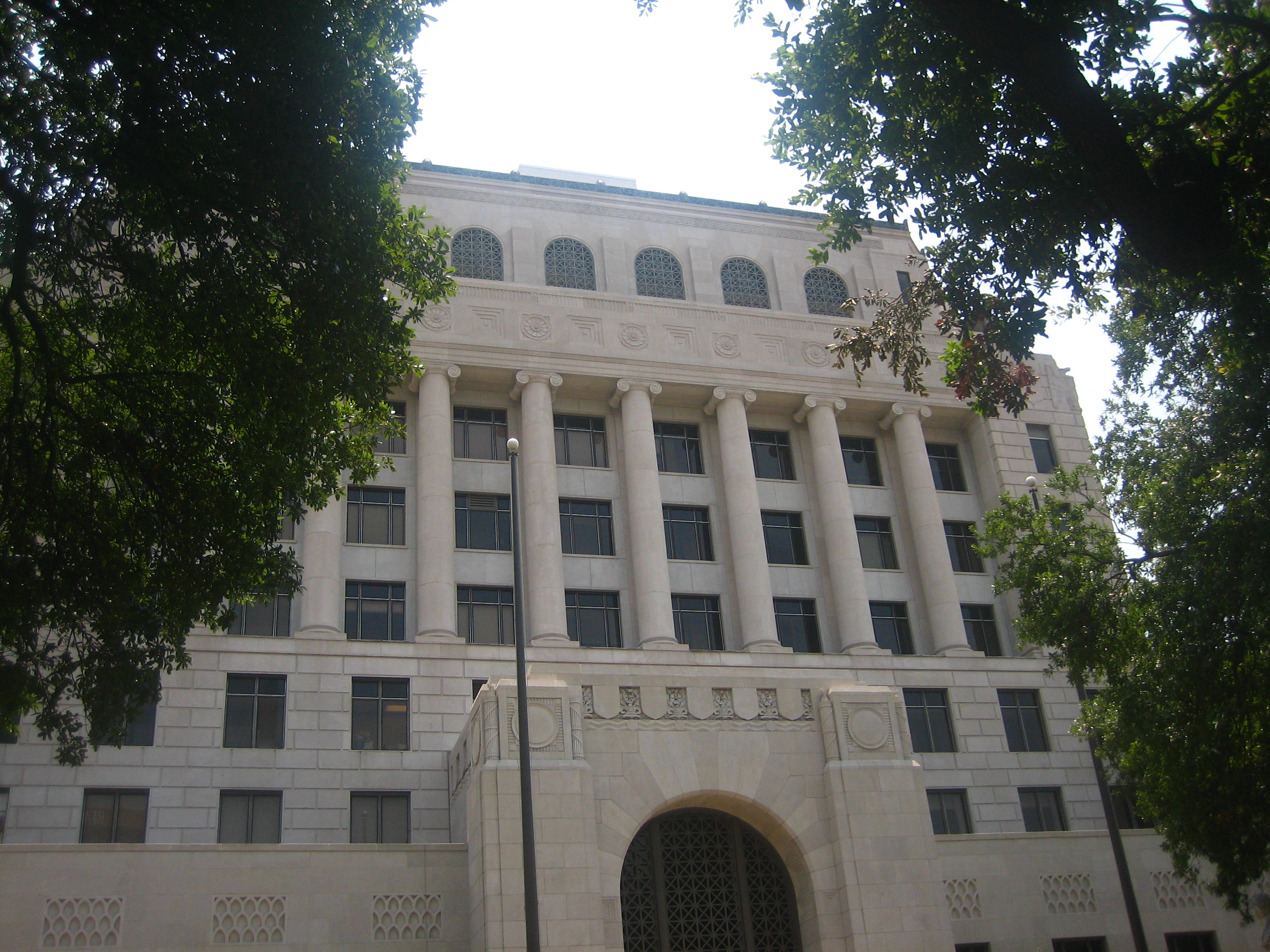
Caddo Parish Courthouse